# Liste der Straßen in Oberhausen-Schwarze Heide
Die Liste der Straßen in Oberhausen-Schwarze Heide beschreibt das Straßensystem im Oberhausener Stadtteil Schwarze Heide mit den entsprechenden historischen Bezügen.

## Überblick
In der Schwarzen Heide leben ca. 8800 Einwohner (Stand: 31. Dezember 2012) auf einer Fläche von 3,11 km². Die Schwarze Heide bildet mit Buschhausen, dem südlichen Teil Biefangs sowie dem Westen von Alsfeld den Postleitzahlenbezirk 46149.
Der Stadtteil wird – im Norden beginnend – im Uhrzeigersinn folgendermaßen begrenzt: Bahnstrecke Oberhausen–Arnhem zu Alsfeld und Sterkrade-Mitte, Kleestraße, Bayernstraße, Emscher zu Buschhausen, Beerenstraße, Markgrafenstraße, Biefangstraße, Weierstraße, Hauptkanal Sterkrade Erlenstraße, Im Erlengrund zu Biefang, Bundesautobahn 3 zu Holten.
Somit wird in diesem Artikel auch die Weierheide als der Schwarzen Heide zugehörig betrachtet.
In der Schwarzen Heide gibt es 47 benannte Verkehrsflächen, darunter keinen Platz. Davon befinden sich elf Straßen nur teilweise im Stadtteil:

Bayernstraße, Mecklenburger Straße und Neugahlener Straße werden in Buschhausen fortgesetzt, Beeren-, Biefang-, Erlen-, Hülskath-, Weierstraße und Am Wehrgraben in Biefang. Die Weierstraße führt außerdem weiter bis Alsfeld, die Weißensteinstraße bis Holten.
Durch die Schwarze Heide verlaufen folgende Landes- und Kreisstraßen:
- Landesstraße 215: (aus Biefang kommend) – Markgrafenstraße  – L 287 – Erlenstraße  – Von-Trotha-Straße – Weierstraße – (weiter in Alsfeld)
- Landesstraße 287: (aus Biefang kommend) – Biefangstraße – Neumühler Straße – Westrampe – (weiter in Sterkrade-Mitte)
- Kreisstraße 10: L 287 – Weierstraße – L 215 – Von-Trotha-Straße – Westrampe – L 287 – Mecklenburger Straße – (weiter in Buschhausen)

Einige Straßen sind Teil von Themengruppen. Hierzu gehören:
- deutsche Länder in der südlichen Schwarzen Heide: Badenstraße, Bayernstraße, Braunschweigstraße, Hessenstraße, Holsteinstraße, Mecklenburger Straße, Oldenburger Straße, Pommernstraße, Preußenstraße, Sachsenstraße, Württembergstraße
- Bezug zum Siebenjährigen Krieg: Leuthenstraße, Roßbachstraße, Ziethenstraße, Zorndorfstraße
- Baumgattungen in der Weierheide: Erlenstraße, Föhrenstraße, Tannenstraße
- Lippeorte in der südlichen Schwarzen Heide: Neugahlener Straße (dazu in Buschhausen Gartroper Straße und Hünxer Straße)

## Übersicht der Straßen und Plätze
Die nachfolgende Tabelle gibt eine Übersicht über die vorhandenen Straßen, Wege und Plätze im Stadtteil sowie einige dazugehörige Informationen.
- Name: aktuelle Bezeichnung der Straße oder des Platzes.
- Länge/Maße in Metern:
- Die in der Übersicht enthaltenen Längenangaben sind gerundete Übersichtswerte, die in Google Earth mit dem dortigen Maßstab ermittelt wurden. Sie dienen Vergleichszwecken und werden, sofern amtliche Werte bekannt sind, ausgetauscht und gesondert gekennzeichnet.
 Bei Plätzen sind die Maße in der Form a × b angegeben.
- Der Zusatz im Stadtteil gibt an, dass die Länge die des Straßenabschnitts innerhalb der Schwarzen Heide ist, sofern die Straße in benachbarte Stadtteile weitergeführt wird.
- Der Zusatz ohne Stichstraßen gibt bei verzweigten Straßen die Länge der „Hauptstraße“ an.
- Der Zusatz (alle Straßenabschnitte zusammen) gibt an, dass die Straße so verwinkelt ist, dass keine „Hauptstraße“ besteht. Stattdessen wird die Länge aller Straßenabschnitte zusammengezählt.
- Herleitung: Ursprung oder Bezug des Namens
- Anmerkungen: zusätzliche Informationen
- Bild: Foto der Straße oder eines anliegenden Objekts

| Name                 | Länge/Maße (in Metern) | Herleitung                                                                     | Datum der Benennung | Bemerkungen | Bild                                  |
| -------------------- | ---------------------- | ------------------------------------------------------------------------------ | ------------------- | --- | ------------------------------------- |
| Am Aldenkampshof     | 350                    | „Aldenkampshof“, altes Bauerngut                                               |                     | Die Straße Am Aldenkampshof, ein kleines Neubaugebiet, liegt hinter der Von-Trotha-Straße. |                                       |
| Am Wehrgraben        | 170 im Stadtteil       | „Wehrgraben“, Teil der alten Landwehr                                          | 1929                | Der Wehrgraben war ein Teil des Landwehrsystems, das von Emmerich bis zur Ruhr verlief. Bei Biefang gehörte auch der Marienbach zur Landwehr und bildete hier den Graben, der Holten/Biefang von Sterkrade trennte. Anstelle des Marienbachs leitet heute der Hauptkanal Sterkrade das Wasser weiter bis zum Handbach. Die Straße Am Wehrgraben zweigt in der Weierheide von der Erlenstraße ab, überquert den Hauptkanal und endet in Biefang an der Königstraße. Bis 1929 hieß sie Landwehrstraße, weil es aber in Alstaden/Styrum bereits eine „Landwehr“ gab, wurde der Name geändert. |                                       |
| Badenstraße          | 450                    | Baden (Land), ehem. deutsches Land                                             |                     | Die Badenstraße ist wie einige Straßen in der Umgebung nach einem (ehemaligen) deutschen Land benannt, nämlich nach Baden, das 1952 im Bundesland Baden-Württemberg aufging. Sie führt als Verlängerung der Roßbachstraße hinter der Neumühler Straße bis zur Hessenstraße. |                                       |
| Bayernstraße         | 650 im Stadtteil       | Bayern, deutsches Land                                                         |                     | Die Bayernstraße ist wie einige Straßen in der Umgebung nach einem deutschen Land benannt. Sie führt von der Neumühler Straße bis nach Buschhausen, wo sie auf einem kurzen Stück bis zur Emscher fortgeführt wird. Früher hieß sie Sterkradestraße. |                                       |
| Beerenstraße         | 230 im Stadtteil       | Bewachsung mit Beerensträuchern                                                | 1903                | Früher wuchsen hier an den Straßenrändern Brombeeren, nach denen dann die Straße benannt wurde. Die Straße liegt größtenteils in Biefang und Buschhausen, nur das östliche Teilstück zwischen Markgrafenstraße und Neumühler Straße gehört zur Schwarzen Heide, hier befinden sich aber keine Häuser. Bis 1903 hieß die Straße Grenzweg, da sie die Ämter Holten (Biefang) und Beeck (Buschhausen) trennte. |                                       |
| Biefangstraße        | 800                    | Biefang, Stadtteil von Oberhausen                                              |                     | Die Biefangstraße beginnt an der Neumühler Straße, bildet dann die Grenze zu Biefang und geht in Biefang in die Königstraße über. Somit führt sie von Sterkrade nach Biefang und ist daher nach diesem Stadtteil benannt. Ursprünglich gab es hier das „Amt Holten“ (im Gegensatz zur „Stadt und Feldmark Holten“, dem heutigen Holten), das sich 1892 den Namen „Amt Biefang“ gab. 1908 wurden die Gemeinden „Stadt und Feldmark Holten“ und Biefang zusammengelegt und 1917 in die Stadt Sterkrade eingemeindet. |                                       |
| Braunschweigstraße   | 450                    | Braunschweig, ehem. deutsches Land                                             |                     | Die Braunschweigstraße ist wie einige Straßen in der Umgebung nach einem (ehemaligen) deutschen Land benannt, nämlich nach Braunschweig, das 1946 im Bundesland Niedersachsen aufging. Die Braunschweigstraße verbindet Neumühler- und Kleestraße. |                                       |
| Egelsfurthstraße     | 550 (400+150)          | „Egelsfurth“, kleines Waldgebiet                                               |                     | „Egelsfurth“ ist 1727 der Name eines kleinen Waldgebiets an der Mündung des Egelsfurthgrabens und des Alsbaches in den Marienbach/Mühlenbach, der heute als Hauptkanal Sterkrade unterirdisch von Sterkrade bis zur Leuthenstraße und von dort aus durch die Schwarze Heide fließt, bis er in den Handbach mündet, der wiederum in die Emscher fließt. Die Egelsfurthstraße liegt in der Weierheide zwischen Weier- und Von-Trotha-Straße. Heutzutage ist sie zweigeteilt in ein westliches Stück bis zur Wewelstraße und ein östliches Stück an der Von-Trotha-Straße, die durch einen Fußweg miteinander verbunden sind. |                                       |
| Erlenstraße          | 800 im Stadtteil       | Erlen, Baumgattung                                                             |                     | An den Waldteichen der früheren Weierheide standen viele Erlen, weshalb die Erlenstraße ihren Namen trägt. Sie beginnt in Biefang an der Königstraße und führt nordwärts bis zur Waldteichstraße, früher noch weiter bis nach Alsfeld, wo sie heute Schachtstraße heißt. Auf dem Stück zwischen Waldteichstraße und Bahnstrecke Oberhausen–Arnhem befindet sich eine Kohlenhalde als Zivile Notfallreserve. |                                       |
| Fasanstraße          | 70                     | Fasan, Vogelgattung                                                            |                     | Fasane sind Hühnervögel, die früher häufig am Waldteich vorkamen. Danach ist die kurze Stichstraße an der Kiebitzstraße benannt. |                                       |
| Föhrenstraße         | 100                    | Föhren, Baumgattung                                                            | 1933                | Die Föhrenstraße verbindet Erlen- und Tannenstraße, mehrere Straßen in der Umgebung tragen also Namen von Bäumen. Bis 1933 hieß sie Birkenstraße. |                                       |
| Hagedornstraße       | 900                    | Hagedorn-Hof, altes Bauerngut                                                  |                     | Der Hagedornshof ist einer der ältesten Bauernhöfe der Schwarzen Heide und der letzte, der noch bewirtschaftet wird. Er war schon immer in Familienbesitz. Der Name leitet sich von den Weißdornen ab. Die Hagedornstraße ist eine der ältesten Straßen in Sterkrade, sie führte schon auf der Karte von 1727 vom Kloster nach Hamborn. Durch die Bahnstrecke von der Sterkrader Innenstadt getrennt, beginnt sie heute an der Westrampe und führt westwärts, wo sie kurz vor der Biefangstraße endet und mit dieser nur durch einen Fußweg verbunden ist. An der Straße liegt die „Schule an der Hagedornstraße“, bis 2016 „Herderschule“, zuvor bis 1958 „Hagedornschule“, eine städtische Förderschule mit den Schwerpunkten Lernen und Emotionale/Soziale Entwicklung. Sie besitzt eine Dépendance am Rechenacker in Alstaden. |                                       |
| Hegelstraße          | 190                    | Georg Wilhelm Friedrich Hegel, 1770–1831, Philosoph                            |                     | Die Hegelstraße in der südlichen Schwarzen Heide ist nach dem Philosophen Hegel benannt, der zu den einflussreichsten Denkern Deutschlands zählt. Die Straße führt als Verlängerung der Württemberg- hinter der Hessenstraße bis zur Emscher. |                                       |
| Hegerfeldstraße      | 900                    | zum Hof Heger gehöriges Feld                                                   |                     | Alte Flurbezeichnungen wie „Heeger“, „Kamp“ und „Hegerfeld“ gehen auf den Hegerhof zurück, der sich an der heutigen Hegerfeldstraße befand, die schon 1727 bestand und damals Hegerweg genannt wurde. Noch führte sie von der heutigen Westrampe bis nach Holten. Heute verbindet sie nur noch Hagedorn- und Biefangstraße, das östliche Teilstück bis zur Westrampe ist der Hagedornstraße zugeordnet, das westliche, Biefanger Stück heißt „Königstraße“. Das Hegerfeld, das ursprünglich zum Kloster Sterkrade gehörte, wird noch bis heute teilweise landwirtschaftlich genutzt. |                                       |
| Heidstraße           | 250                    | durch die Heide führende Straße                                                |                     | Die Heidstraße führt durch die Schwarze Heide, die ursprünglich das Grenzgebiet zwischen der Sterkrader Mark und der Walsum-Sterkrader-Mark war. Schwarze Bruchböden, die zur Heidebildung neigten, gaben ihr ihren Namen. Die Heidstraße verbindet Westrampe und Hagedornstraße und stellt historisch die Grenze zwischen der Stadt Sterkrade und dem ländlichen Gebiet der Schwarzen Heide dar. |                                       |
| Hessenstraße         | 350                    | Hessen, deutsches Land                                                         | 1936                | Die Hessenstraße ist wie einige Straßen in der Umgebung nach einem deutschen Land benannt. Sie führt von der Oldenburger Straße zur Bayernstraße und hieß bis 1936 Cirkusstraße. |                                       |
| Holsteinstraße       | 70                     | Holstein, deutsches Land                                                       |                     | Die Holsteinstraße ist wie einige Straßen in der Umgebung nach einem (ehemaligen) deutschen Land benannt, nämlich nach Holstein, das 1945 im Land Schleswig-Holstein aufging. Die Holsteinstraße bildet eine kurze Stichstraße zur Ziethenstraße. |                                       |
| Hülskathstraße       | 220 im Stadtteil       | Hülskath, Gemeindevorsteher in Biefang                                         | 1929                | Hülskath war um 1900 herum Gemeindevorsteher des Amts Biefang. Nach ihm ist die Hülskathstraße benannt, die aus Biefang bis zur Neumühler Straße führt. Bis 1929 war der in der Schwarzen Heide gelegene Teil der Neumühler Straße zugeordnet. |                                       |
| Im Erlengrund        | 750                    | „Gegend mit Erlen“                                                             |                     | Die Straße „Im Erlengrund“ erschließt das gleichnamige Gewerbegebiet an der Erlenstraße. Ihr Name bezieht sich auf eine Gegend, in der viele Erlen stehen, wie es die Weierheide, wo die Straße liegt, früher gewesen ist. |                                       |
| Ingelstraße          | 150                    | „Ingel“, Hofbesitzer in Buschhausen                                            |                     | Die Ingelstraße liegt in der südlichen Schwarzen Heide zwischen Hegel- und Bayernstraße. Ingel war ein Hofbesitzer in Buschhausen, dem große Ländereien gehlrten. |                                       |
| Kalkstraße           | 140                    | Kalkbrennerei Gerhard Knüfermann                                               |                     | An der Kalkstraße lag früher die Kalkbrennerei von Gerhard Knüfermann, die um 1900 stillgelegt wurde. Die Kalkstraße bildet eine Stichstraße zur Neugahlener Straße direkt an der Bahnstrecke Oberhausen–Arnheim. |                                       |
| Kiebitzstraße        | 350                    | Kiebitz, Vogelgattung                                                          |                     | In der Weierheide lebten viele Kiebitze, die der Kiebitzstraße zwischen Weißenstein- und Waldteichstraße ihren Namen gaben. |                                       |
| Kleestraße           | 230                    | Klee, Pflanzengattung                                                          |                     | Die Kleestraße ist benannt nach den anliegenden Feldern, auf denen Klee wuchs. Sie verbindet Bayern- und Neugahlener Straße. |                                       |
| Kleine Biefangstraße | 80                     | Stichstraße zur Biefangstraße                                                  |                     | Die Kleine Biefangstraße bildet eine Stichstraße zur Biefangstraße und trägt daher ihren Namen. |                                       |
| Kyffhäuserstraße     | 160                    | Kyffhäuser, Bergrücken in Nordthüringen                                        |                     | Nach dem sagenumwobenen Kyffhäuser im Thüringer Wald wurde die Kyffhäuserstraße in der Weierheide benannt, die Weier- und Wewelstraße verbindet. Eine damals moderne Wohnanlage wurde 1927 an der Straße errichtet. |                                       |
| Leuthenstraße        | 750                    | Schlacht bei Leuthen                                                           |                     | Einige Straßen in der Umgebung sind nach Schlachtorten im Siebenjährigen Krieg benannt, so auch die Leuthenstraße. In der Schlacht bei Leuthen bezwang Friedrich der Große die österreichischen Truppen und eroberte so Schlesien zurück. Die Leuthenstraße verbindet Neumühler Straße und Von-Trotha-Straße. | „Schützenhof“ an der Leuthenstraße    |
| Mecklenburger Straße | 650 im Stadtteil       | Mecklenburg, ehem. deutsches Land                                              | um 1945             | Die Mecklenburger Straße ist wie einige Straßen in der Umgebung nach einem (ehemaligen) deutschen Land benannt, nämlich nach Mecklenburg, das 1945 im Land Mecklenburg-Vorpommern aufging. Die Mecklenburger Straße führt von der Neumühler Straße als Kreisstraße nach Buschhausen, wo sie an der Friesenstraße endet. Ursprünglich hieß sie Spinozastraße und führte aus Buschhausen nur bis zur Badenstraße. Erst mit der Emscherverlegung 1938–1945 wurde die Straße an ihre heutige Stelle verlagert. |                                       |
| Neugahlener Straße   | 450 im Stadtteil       | Gahlen, Ortsteil von Schermbeck                                                |                     | Viele Männer aus Orten an der Lippe haben in Sterkrade Arbeit gefunden und sich dort niedergelassen. Daher sind die Gartroper Straße, die Hünxer Straße (beide in Buschhausen) und die Neugahlener Straße nach Lippeorten benannt. Die Neugahlener Straße führt aus Buschhausen-Forsterbruch bis zur Neumühler Straße. |                                       |
| Neumühler Straße     | 1100                   | Neumühl, Stadtteil von Duisburg                                                |                     | Bis zur Emscherverlegung 1938–1945 führte die Neumühler Straße aus Sterkrade über Biefang (heutige Hülskathstraße) bis nach Hamborn-Neumühl und trägt daher ihren Namen. Heutzutage endet sie an der Emscher, auf der anderen Seite an der Westrampe am Westausgang des Sterkrader Bahnhofs. Die Neumühler Straße ist die Hauptgeschäftsstraße der Schwarzen Heide. Früher wurde sie Schlakkenweg genannt. |                                       |
| Oldenburger Straße   | 450                    | Oldenburg, ehem. deutsches Land                                                |                     | Die Oldenburger Straße ist wie einige Straßen in der Umgebung nach einem (ehemaligen) deutschen Land benannt, nämlich nach Oldenburg, das 1945 im Land Niedersachsen aufging. Die Oldenburger Straße führt von der Neumühler Straße bis zur Emscher. |                                       |
| Pilgerstraße         | 150                    | Pilgerweg zum Kloster Sterkrade                                                |                     | Der Name „Pilgerstraße“ erinnert daran, dass Christen aus der näheren Umgebung im 18. Jahrhundert (1b 1764) zum Kloster Sterkrade „St. Maria am Bächlein“ pilgerten, um dort das Gnadenbild der Muttergottes zu verehren. Dieses Bild ist ein Abbild des Bildes „Mariahilf“ in Passau, das selbst wiederum eine Nachbildung des Gnadenbildes im Innsbrucker Dom ist. In Sterkrade soll es sogar zu Wunderheilungen gekommen sein. Die Pilgerstraße bildet eine Stichstraße zur Roßbachstraße. |                                       |
| Pommernstraße        | 150                    | Pommern, ehem. preußische Provinz                                              |                     | Die Pommernstraße ist wie einige Straßen in der Umgebung nach einem (ehemaligen) deutschen Land benannt, nämlich nach Pommern, das 1945 zwischen der DDR (heute Land Mecklenburg-Vorpommern) und Polen aufgeteilt wurde. Die Pommernstraße verbindet Hegel- und Bayernstraße und stellt die südliche Grenze der Schwarzen Heide zu Buschhausen dar. |                                       |
| Preußenstraße        | 350                    | Preußen, ehem. deutsches Land                                                  |                     | Die Preußenstraße ist wie einige Straßen in der Umgebung nach einem (ehemaligen) deutschen Land benannt, nämlich nach dem ehemals größten deutschen Land, Preußen, das 1945 aufgelöst wurde und zwischen Polen und deutschen Bundesländern, hauptsächlich Brandenburg, Berlin, Niedersachsen, Nordrhein-Westfalen, Rheinland-Pfalz, Saarland, Sachsen-Anhalt und Schleswig-Holstein aufgeteilt wurde. Die Preußenstraße führt von der Hagedornstraße zur Neumühler Straße. |                                       |
| Rieforths Hof        | 130                    | „Hof Rieforth“, altes Bauerngut                                                | 2. Feb. 2012        | Die Straße Rieforths Hof bildet eine kurze Stichstraße zwischen Hegerfeldstraße und Sterkrader Hauptkanal. Eine Brücke führt über den Bach zur Wewelstraße und stellt eine wichtige Fußverbindung zwischen der Schwarzen Heide südlich des Hauptkanal Sterkrade und der Weierheide nördlich des Hauptkanal dar. |                                       |
| Roßbachstraße        | 500                    | Schlacht bei Roßbach                                                           |                     | Einige Straßen in der Umgebung sind nach Schlachtorten im Siebenjährigen Krieg benannt, so auch die Roßbachstraße. In der Schlacht bei Roßbach errang Friedrich der Große 1757 einen entscheidenden Sieg gegen die französischen und reichsdeutschen Truppen. Die Roßbachstraße führt von der Hegerfeldstraße zur Neumühler Straße, hinter der sie als Badenstraße fortgesetzt wird. Hier befinden sich die Schwarze-Heide-Schule und das Kapuzinerkloster „St. Mariä Himmelfahrt“, das zumeist „Liebfrauen“ genannt wird und die katholische Gemeindekirche der Schwarzen Heide, der Weierheide und von Biefang darstellt. | Liebfrauenkirche an der Roßbachstraße |
| Sachsenstraße        | 500                    | Sachsen, deutsches Land                                                        |                     | Die Sachsenstraße ist wie einige Straßen in der Umgebung nach einem deutschen Land benannt, nämlich nach Sachsen. Sie verbindet Hessen- und Neumühler Straße. |                                       |
| Tannenstraße         | 300                    | Tannen, Baumgattung                                                            |                     | Die Tannenstraße führt von der Von-Trotha-Straße zur Waldteichstraße, parallel zur Erlenstraße, und ist durch die Föhrenstraße mit dieser verbunden. Mehrere Straßen in der Umgebung tragen also Namen von Bäumen. Die Straße begrenzt die Bergarbeitersiedlung „Weierheide“ und trägt ihren Namen auch nach dem Lied und Spruch „Es grüne die Tanne, es wachse das Erz“. |                                       |
| Torgaustraße         | 240                    | Schlacht bei Torgau                                                            |                     | Einige Straßen in der Umgebung sind nach Schlachtorten im Siebenjährigen Krieg benannt, so auch die Torgaustraße. Bei Torgau an der Elbe besiegte Friedrich der Große 1760 Österreich. Die Torgaustraße ist eine kurze Verbindung zwischen Neumühler Straße und Badenstraße. |                                       |
| Von-Trotha-Straße    | 1400                   | Botho Franz Wolfgang von Trotha, 1853–1929, erster Bürgermeister von Sterkrade | 1905                | Botho von Trotha (geboren 1853 in Kulm, gestorben 1929 in Düsseldorf) war Premierleutnant und seit dem 1. April 1886 bis 1905 erster Bürgermeister von Sterkrade. 1905 wurde die ehemalige Hauptstraße nach ihm benannt. Bis etwa 1850 trug die Straße den Namen Scheppermanns Straße. Die Von-Trotha-Straße führt als Verlängerung der Weißensteinstraße hinter der Erlenstraße durch die Weierheide am ehemaligen Gelände der Zeche Sterkrade vorbei bis zur Westrampe. An der Straße liegt die LVR-Förderschule „Christoph-Schlingensief-Schule“ und die Gesamtschule Weierheide. |                                       |
| Waldteichstraße      | 950                    | Waldteich, Ortslage                                                            |                     | Als Waldteich wird das Gebiet nördlich von Holten sowie der Gewerbepark zwischen Holten und der Weierheide bezeichnet. Nach Karl Lange wurden die Bezeichnungen „Im Handbruch“ in Holten und „Waldteichstraße“ vertauscht, sodass die Waldteichstraße durch den namensgebenden Bruch des Handbaches führt, während Im Handbruch in Holten-Waldteich liegt, nach Alfred & Ulrich Lindemann reichte der Waldteich durchaus bis zum Gelände, durch das die heutige Waldteichstraße führt. Sie liegt in der nördlichen Weierheide und endet an der Weierstraße. |                                       |
| Weierstraße          | 1300 im Stadtteil      | „Weierhorst“, Gebiet mit vielen Bruchweihern                                   |                     | Die Weierstraße führt von der Biefangstraße nach Alsfeld durch die Weierheide und den „Weierhorst“. Beide Gebiete bestanden aus Gelände mit vielen Bruchweiern, nach denen die Straße ihren Namen trägt. |                                       |
| Weißensteinstraße    | 650 im Stadtteil       | „Weißer Stein“, Granitfindling im Holtener Bruch                               | 1945                | Ein weißer Granitfindling befand sich an der heutigen Autobahnbrücke, der die Grenze zwischen Holten und Sterkrade markierte und für den Namen des Forsthauses „Am Weißen Stein“ und für den Namen der Weißensteinstraße sorgte. Die Weißensteinstraße führt aus Holten-Waldteich durch das Gewerbegebiet Waldteich bis zur Erlenstraße, hinter der sie als Von-Trotha-Straße fortgeführt wird. Bis 1945 hieß sie Ruhrchemiestraße. |                                       |
| Westrampe            | 450                    | westliche Rampe zur Brücke über die Eisenbahnstrecke                           | 1896                | Die Westrampe ist eine 1896 angelegte rampenartig angelegte Straße zur Überquerung der Eisenbahnstrecke Oberhausen–Arnheim am Sterkrader Bahnhof. Ihr Gegenstück ist die Ostrampe in Sterkrade-Mitte. Zwischen den beiden liegt die 50-m-lange Sterkrader Bahnhofsbrücke, welche jedoch auf Karten meist nur als L287 bezeichnet ist. |                                       |
| Wewelstraße          | 150                    | „Wewel“, altes Bauerngut                                                       |                     | Die Wewelstraße ist eine kurze Verbindung von Egelsfurthstraße und Kyffhäuserstraße, auch ein kurzer Fußweg weiter bis zur Emscher ist ihr zugeordnet. Sie ist nach einem alten Bauernhof namens „Wewel“ benannt, dessen Gelände zum Bau der Weierschule (heute Gesamtschule Weierheide) verkauft wurde. |                                       |
| Württembergstraße    | 450                    | Württemberg, ehem. deutsches Land                                              |                     | Die Württembergstraße ist wie einige Straßen in der Umgebung nach einem (ehemaligen) deutschen Land benannt, nämlich nach Württemberg, das 1945 auf die Länder Württemberg-Baden und Württemberg-Hohenzollern aufgeteilt wurde, die ihrerseits 1952 im Land Baden-Württemberg aufgingen. Die Württembergstraße führt als Verlängerung der Roßbachstraße hinter der Neumühler Straße bis zur Hessenstraße, hinter der sie als Hegelstraße fortgesetzt wird. |                                       |
| Ziethenstraße        | 240                    | Hans Joachim von Zieten, 1699–1786, Husarengeneral                             | 1936                | Einige Straßen in der Umgebung sind nach Schlachtorten im Siebenjährigen Krieg benannt. Auch der Name der Ziethenstraße bezieht sich darauf, denn Hans Joachim von Ziethen war ein wichtiger General im Siebenjährigen Krieg auf preußischer Seite, einen wichtigen Erfolg erzielte er in der Schlacht bei Torgau. Die Ziethenstraße verbindet Neumühler Straße und Oldenburger Straße und war bereits vor 1936 als Blumenthalstraße nach einem bedeutenden General benannt. |                                       |
| Zorndorfstraße       | 100                    | Schlacht von Zorndorf                                                          |                     | Einige Straßen in der Umgebung sind nach Schlachtorten im Siebenjährigen Krieg benannt, so auch die Zorndorfstraße. Im brandenburgischen Ort Zorndorf siegte Friedrich der Große 1758 über Russland. Früher hieß die Straße Hochkirchstraße, nach der Hochkirchlichen Bewegung. Möglicherweise besteht ein Zusammenhang zum evangelischen Gemeindehaus der Schwarzen Heide, das bis 2013 an der Zorndorfstraße lag. |                                       |
| Zur Zeche Hugo       | 930                    | Zeche Hugo Haniel                                                              | 2021                | Auf dem Gelände der ehemaligen Zeche Hugo Haniel wurde der Gewerbepark Waldteich angelegt. Bei dessen Vergrößerung durch Ansiedlung eines Logistikparks wurde die Straße Zur Zeche Hugo neu angelegt, um das Gewerbegebiet besser an die nahgelegene Autobahnauffahrt der A3 anzuschließen. |                                       |

## Liste nicht mehr vorhandener Straßen
Die Liste nicht mehr vorhandener Straßen führt einige, in der Übersicht erwähnte, vormalige oder gelöschte Straßennamen auf. Sie erhebt keinen Anspruch auf Vollständigkeit.
| Name                 | von       | bis       | umbenannt in (aktuell) | Herleitung                                                                | Bemerkungen |
| -------------------- | --------- | --------- | ---------------------- | ------------------------------------------------------------------------- | --- |
| Birkenstraße         |           | 1933      | → Föhrenstraße         | Birken, Baumgattung                                                       | |
| Blumenthalstraße     |           | 1936      | → Ziethenstraße        | Leonhard von Blumenthal, 1810–1900, Feldmarschall in den Einigungskriegen | |
| Cirkusstraße         |           | 1936      | → Hessenstraße         | Vermutlich gastierte hier früher öfter ein Zirkus.                        | |
| Grenzweg             |           | 1903      | → Beerenstraße         | Der Grenzweg bildete die Grenze zwischen den Ämtern Holten und Beeck.     | |
| Haldenstraße         |           |           | eingezogen             | Bergehalde der Zeche Sterkrade                                            | Die Straße lag früher zwischen Weierstraße und Von-Trotha-Straße. |
| Hauptstraße          | um 1850   | 1905      | → Von-Trotha-Straße    | wichtige Straße                                                           | Bis etwa 1850 hieß die Straße Scheppermanns Straße. |
| Hegerweg             |           |           | → Hegerfeldstraße      | Hof Heger, altes Bauerngut                                                | |
| Hochkirchstraße      |           |           | → Zorndorfstraße       | Hochkirchliche Bewegung                                                   | möglicherweise in Bezug zum Evangelischen Gemeindehaus, das sich hier bis 2013 befand. |
| Landwehrstraße       |           | 1929      | → Am Wehrgraben        | alte Landwehranlage                                                       | |
| Marienstraße         |           | 1950      | eingezogen             |                                                                           | Die Marienstraße war eine Stichstraße zur Bayernstraße, die 1950 im Zuge der Emscherverlegung wegfiel. |
| Nietzschestraße      |           |           | eingezogen             | Friedrich Nietzsche, 1844–1900, Philosoph                                 | Die Nietzschestraße lag zwischen Bayern- und Württembergstraße und fiel bei der Emscherverlegung weg. |
| Ruhrchemiestraße     |           | 1945      | → Weißensteinstraße    | Ruhrchemie                                                                | |
| Scheppermanns Straße |           | etwa 1850 | → Von-Trotha-Straße    | „Scheppermanns Kotten“, altes Bauerngut                                   | Später hieß die Straße zunächst Hauptstraße. |
| Schlagerstraße       |           | 1915      | eingezogen             | „Schlagermannshof“, altes Bauerngut                                       | Die Schlagerstraße lag an der Weierstraße und fiel bei den Arbeiten am Hauptkanal Sterkrade weg. |
| Schlakkenweg         |           |           | → Neumühler Straße     | Bezug auf den Ausbau der Straße                                           | |
| Spinozastraße        | nach 1924 | vor 1945  | → Mecklenburger Straße | Baruch de Spinoza, 1632–1677, niederländischer Philosoph                  | Die Spinozastraße wurde 1924 als Verbindung zwischen Buschhausen und der Badenstraße angelegt. Im Zuge der Emscherverlegung 1938–1945 wurde der Straßenverlauf angepasst und die Straße umbenannt in „Mecklenburger Straße“. |
| Sterkradestraße      |           |           | → Bayernstraße         | Sterkrade                                                                 | |
| Wiesenstraße         |           | 1935      | eingezogen             | „Wiesengraben“, alter Bachlauf                                            | Die Wiesenstraße führte von Am Wehrgraben bis in den Holtener Bruch und wurde durch die Autobahn überbaut. |